# コハク酸ナトリウム
コハク酸ナトリウム（コハクさんナトリウム、英: Sodium succinate）は、コハク酸のナトリウム塩である。コハク酸はジカルボン酸であり、コハク酸一ナトリウム（英: Monosodium succinate）とコハク酸二ナトリウム（英: Disodium succinate）が存在する。いずれも白色の結晶または粉末で、コハク酸二ナトリウムは六水和物で安定する。

## 用途
コハク酸二ナトリウムは貝類のうま味を呈し、シーフード風味のインスタントラーメンや漬物、ソーセージ、醤油、合成酢などの調味料として、グルタミン酸ナトリウムと併用される。pH調整剤や酸味料、平板培養試薬の原料としての用途もある。日本における年間生産量は約3000トンである。日本では食品添加物として広く使われているが、アメリカ合衆国ではコハク酸二ナトリウム、EUではコハク酸一ナトリウムが、使用許可の要望がなく、2000年時点で未承認である。